# Вільям Брюс Девіс
Вільям Брюс Девіс (англ. William Bruce Davis, нар. 13 січня 1938) — канадський актор і режисер, найвідоміший за роллю Курця в серіалі «Цілком таємно».

## Біографія
Девіс народився в Торонто, Онтаріо в Канаді, в батька адвоката і матері психолога. У 1949 році він почав свою дитячу акторську кар'єру в радіо-драмі та літньому театрі. Його двоюрідні брати Мюррей і Дональд Девіси в кінці 1940-х і на початку 1950-х років мали власний невеликий театр в Онтаріо і репетирували в підвалі будинку Вільяма Б. Девіса. Вони і дали йому першу професійну акторську роботу. Проте він пішов звідти, щоб будувати дитячу акторську кар'єру на радіостанції Сі-Бі-Сі, перш ніж його голос подорослішав. У 1955 році вступив до Торонтського університету для вивчення філософії, але активно продовжував кар'єру актора разом з майбутнім актором Дональдом Сазерлендом. У 1959 році він закінчив університет, отримавши ступінь бакалавра філософії. Хоча в університеті Девіс переключив свою увагу з акторства на режисуру і зі своїм партнером, Карлом Джаффарі, працював в театрі протягом чотирьох років.

## Особисте життя
Незважаючи на те, що Девіс відомий за роллю Курця, він відмовився від куріння в 1970-х роках. Коли він почав працювати над «Цілком таємно», йому було надано можливість вибору між трав'яними і тютюновими сигаретами. Спочатку він вирішив використовувати тютюнові сигарети, але потім перейшов на трав'яні, тому що боявся знову пристраститися до них. Девіс використовував свою славу в серіалі, щоб допомогти Канадській раковій спільноті в програмах боротьби з курінням. У 2014 році Девіс зробив пожертву на підтримку викопних видів палива для Фонду Девіда Сузукі в прагненні допомогти фінансувати роботу по боротьбі зі зміною клімату. Девіс є пристрасним прибічником діяльності направленої проти змін клімату, вважає, що це критичне питання нашого часу і часто висловлюється на цю тему. Девіс водить Тесла.
Він також був колишнім національним чемпіоном з водних лиж і деякий час ставив різні рекорди у старших вікових групах. У розмові з Бренданом Бейзером Девіс стверджує, що він тримає рекорд у своїй віковій групі.
У 2011 році Девіс одружився з Еммануель Герпін. Він має двох дочок, Мелінду та Ребекку, від попередніх шлюбів. У нього також є два онуки.

## Фільмографія

### Фільми
| Рік  |    | Українська назва                                | Оригінальна назва              | Роль                   |
| ---- | -- | ----------------------------------------------- | ------------------------------ | ---------------------- |
| 1983 | ф  | Мертва зона                                     | The Dead Zone                  | водій швидкої допомоги |
| 1985 | ф  |                                                 | Head Office                    | декан університету     |
| 1989 | ф  | Під зірками                                     | Beyond the Stars               | Хел Саймон             |
| 1989 | ф  | Дивись, хто говорить                            | Look Who's Talking             | лікар                  |
| 1990 | тф | Воно                                            | It                             | містер Гедро           |
| 1991 | ф  | Ліквідатор                                      | The Hitman                     | доктор Аткінс          |
| 1995 | ф  |                                                 | Dangerous Intentions           | керівник групи         |
| 1996 | ф  |                                                 | Unforgettable                  | доктор Смут            |
| 1998 | ф  | Цілком таємно: Боротьба за майбутнє             | The X-Files                    | Курець                 |
| 2001 | ф  | Мозкова атака                                   | Mindstorm                      | Періш                  |
| 2001 | ф  | Джей і мовчазний Боб завдають удару у відповідь | Jay and Silent Bob Strike Back | Курець                 |
| 2004 | ф  | Прокляття мертвого озера                        | Snakehead Terror               | Док Дженкінс           |
| 2005 | ф  | Діти-шпигуни                                    | Max Rules                      | Рік Брінклі            |
| 2007 | ф  | Нечутливий                                      | Numb                           | Пітер Мілбанк          |
| 2008 | ф  | Пасажири                                        | Passengers                     | Джек                   |
| 2009 | ф  | Фальшивка                                       | Possession                     | доктор Крейн           |
| 2012 | ф  |                                                 | The Tall Man                   | шериф Честнат          |
| 2012 | ф  | Посилка                                         | The Package                    | доктор Віллхельм       |
| 2013 | ф  | Принцип сингулярності                           | Singularity Principle          | Лоуренс Кейсон         |
| 2013 | тф | Стонадос                                        | Stonados                       | Бен                    |
| 2016 | кф |                                                 | 2BR02B: To Be or Naught to Be  | дідусь                 |
| 2017 | ф  | Зошит смерті                                    | Death Note                     | радіоведучий           |
| 2018 | ф  | Погані часи у «Ель Роялі»                       | Bad Times at the El Royale     | Гордон Хоффман         |

### Серіали
| Рік       |   | Українська назва            | Оригінальна назва                            | Роль                                                     |
| --------- | - | --------------------------- | -------------------------------------------- | -------------------------------------------------------- |
| 1987      | с |                             | 21 Jump Street                               | містер Відлін (Епізод: "Mean Streets and Pastel Houses") |
| 1988      | с |                             | Captain Power and the Soldiers of the Future | Арвін (Епізод: "Judgement")                              |
| 1988      | с |                             | Danger Bay                                   | Джек Кейн (Епізод: "Racing Against Time")                |
| 1988      | с |                             | 21 Jump Street                               | містер Вікентон (Епізод: "Champagne High")               |
| 1991      | с |                             | 21 Jump Street                               | суддя Гаррісон (Епізод: "Crossfire")                     |
| 1991      | с | Макгайвер                   | MacGyver                                     | суддя (Епізод: "Trail of Tears")                         |
| 1992      | с | Кошмарне кафе               | Nightmare Cafe                               | доктор (Епізод: "Sanctuary for a Child")                 |
| 1993—2018 | с | Цілком таємно               | The X-Files                                  | Курець (41 епізод)                                       |
| 1995      | с | Вир світів                  | Sliders                                      | професор Майман (Епізод: "Eggheads")                     |
| 1995      | с | За межею можливого          | The Outer Limits                             | Ед (Епізод: "The Conversion")                            |
| 1996      | с |                             | Poltergeist: The Legacy                      | доктор Білл Найджел (Епізод: "Do Not Go Gently")         |
| 1996      | с | За межею можливого          | The Outer Limits                             | Джон Ваймер (Епізод: "Out of Body")                      |
| 2001      | с | Перша хвиля                 | First Wave                                   | Сагон (Епізод: "Checkmate")                              |
| 2001      | с | Андромеда                   | Andromeda                                    | професор Логітч (Епізод: "Pitiless as the Sun")          |
| 2001      | с | За межею можливого          | The Outer Limits                             | доктор Бімлер (Епізод: "Worlds Within")                  |
| 2003      | с | Таємниці Смолвіля           | Smallville                                   | Мер Вільям "Біллі" Тейт (2 епізоди)                      |
| 2004      | с | Королівський шпиталь        | Kingdom Hospital                             | Дін Свінтон (Епізод: "The Young and the Headless")       |
| 2004      | с | Розслідування Мердока       | Murdoch Mysteries                            | Альдерман Годфрей Шепцоте (Епізод: "Expect the Dying")   |
| 2005      | с |                             | Robson Arms                                  | доктор Карлайл Вейнрайт (10 епізодів)                    |
| 2005—2006 | с | Зоряна брама: SG-1          | Stargate SG-1                                | Орі Пріор Дамаріс (2 епізоди)                            |
| 2006      | с | Надприродне                 | Supernatural                                 | професор коледжу (Епізод: "Scarecrow")                   |
| 2007      | с | Майстри наукової фантастики | Masters of Science Fiction                   | Президент (Епізод: "The Awakening")                      |
| 2009      | с | Каприка                     | Caprica                                      | міністр Чемберс (Епізод: "Pilot")                        |
| 2010      | с |                             | Human Target                                 | Вайті Дойл (Епізод: "Run")                               |
| 2012—2015 | с | Континуум                   | Continuum                                    | Старший Алек Садлер (11 епізодів)                        |
| 2019      | с | Моторошні пригоди Сабріни   | Chilling Adventures of Sabrina               | Мафусаїл (2 епізоди)                                     |
| 2020—2022 | с | Завантаження                | Upload                                       | Девід Чоак (10 епізодів)                                 |
| 2022      | с | Опівнічний клуб             | The Midnight Club                            | Дзеркальна людина (4 епізоди)                            |